# Département d'état-major interarmées (Chine)

Écusson du Département d'état-major interarmées de la Commission militaire centrale de l'APL

Le Département d'état-major interarmées de la Commission militaire centrale (DEICMC) (chinois : 中央军委联合参谋部) est l'organe de commandement et le quartier général de l'Armée populaire de libération (APL), remplaçant l'ancien Département d'état-major général (DEG) de l'APL. Il a été créé le 11 janvier 2016, dans le cadre des réformes militaires menées par Xi Jinping, président de la Commission militaire centrale (CMC).
Basé à Pékin, le Département d'état-major interarmées (DEI) est sous la direction absolue de la CMC et sert vraisemblablement de lien institutionnel entre les membres de la CMC et les commandements de théâtre de l'APL après 2016. Selon le DEI, ses principales missions comprennent la planification du soutien au combat et le soutien au commandement, l'étude et la formulation de la stratégie et des besoins militaires, l'organisation de l'évaluation des capacités de combat, la préparation et l'animation des entraînements interarmées, ainsi que la préparation au combat et les activités de préparation à la guerre de routine.